# Laphria trux
Laphria trux là một loài ruồi trong họ Asilidae. Laphria trux được McAtee miêu tả năm 1919.